# Twin Cays
Twin Cays ist eine kleine Inselgruppe im Stann Creek District von Belize.

## Geographie
Die Twin Cays bestehen aus so genannten „Mangrove Cays“, einer Doppelinsel (den mondförmigen West Island und East Island) und weiteren kleinen Riffkronen, vor allem bei North Point. Sie gehören zu den Belize Barrier Reef Platforms im südlich-zentralen Teil des Belize Barrier Reef und entstanden als Riffkronen des Riffs und sind dementsprechend stark von Kanälen und Wasserlöchern durchzogen. Ausgehend von dem Main Channel gibt es die Boston Bay, Turtle Pond und den Lair Channel sowie den Hidden Pond und weitere Wasserlöcher im Inselinneren.
Die Inselchen erstrecken sich von North Point und Little Dipper im Norden über ca. 1,3 km nach Süden und haben eine maximale Breite von nur ca. 800 m. Der höchste Punkt wird in der Nähe von North Point mit 10,8 m angegeben.

## Geologie
Die Inseln bestehen aus einer ca. 9 m dicken Schicht von Mangroven-Schlamm (peat) und Lagunen-Sedimenten.

## Natur
Die Inseln sind in Bezug auf ihre Biodiversität und Geologie recht gut erforscht. Es wurden Bohrungen durchgeführt und Untersuchungen über Benthos und Fauna sind zugänglich.
Untersucht wurde dabei die Insektenfauna, die Waldstruktur, sowie die Fauna oberhalb des Gezeitensaumes. Dabei wurden vor allem Winkerkrabben beobachtet, die mit geschätzten 8 Mio. Exemplaren die größte Masse an Lebewesen darstellen. Daneben gibt es Eidechsen, Schlangen und Krokodile sowie eine größere Population an wilden Hunden.